# Funchal (Schiff)
Die Funchal ist ein ehemaliges Passagierschiff der portugiesischen Reederei Portuscale Cruises mit Sitz in Lissabon. Sein Heimathafen ist Funchal, Hauptstadt der zu Portugal gehörenden Insel Madeira. Bemerkenswert ist, dass der Name des Schiffes in seiner rund 60-jährigen Geschichte trotz mehrerer Eignerwechsel und einiger Umbauten nie geändert wurde.

## Geschichte

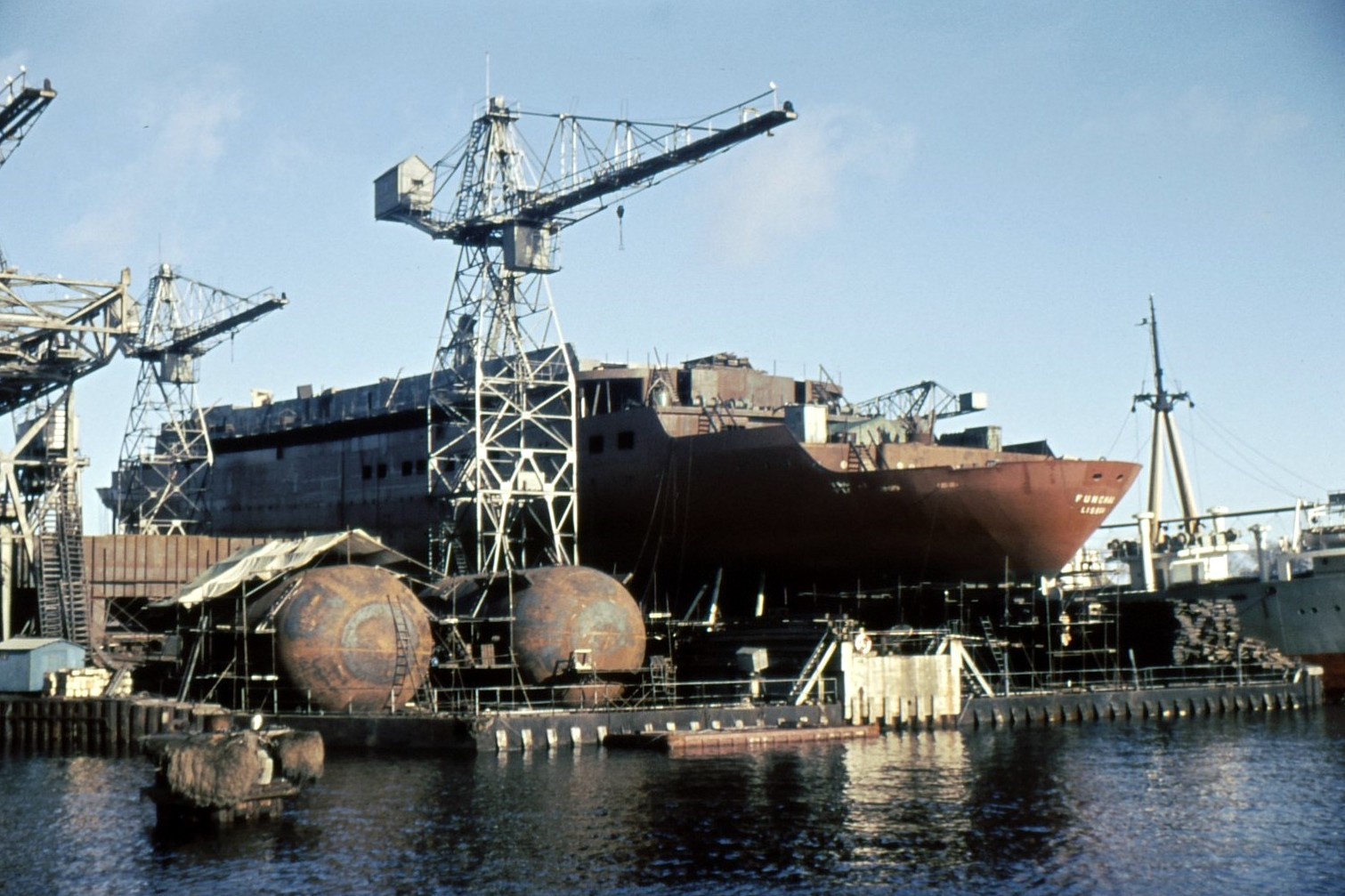
Die Funchal im Bau, Februar 1961

Die Funchal entstand auf der dänischen Werft Helsingør Skibsværft og Maskinbyggeri in Helsingør. Der Stapellauf erfolgte am 10. Februar 1961. Im Oktober 1961 wurde das Schiff für die Reederei Empresa Insulana de Navegação mit Sitz in Lissabon abgeliefert und am 5. November 1961 für den kombinierten Einsatz als Fähr- und Kreuzfahrtschiff auf der Route Lissabon – Madeira – Azoren in Dienst gestellt. Im Winter 1972/73 wurde es auf der Werft Nederlandse Dok in Amsterdam zu einem Kreuzfahrtschiff umgebaut. Da sich die ursprünglich vorhandene Dampfturbinenanlage als zu störanfällig erwiesen hatte, wurde diese durch Dieselmotoren ersetzt. Ab März 1973 war die Funchal für die Reederei Cia. Portuguesa des Transportes Maritimos mit Sitz in Lissabon als Kreuzfahrtschiff im Einsatz.

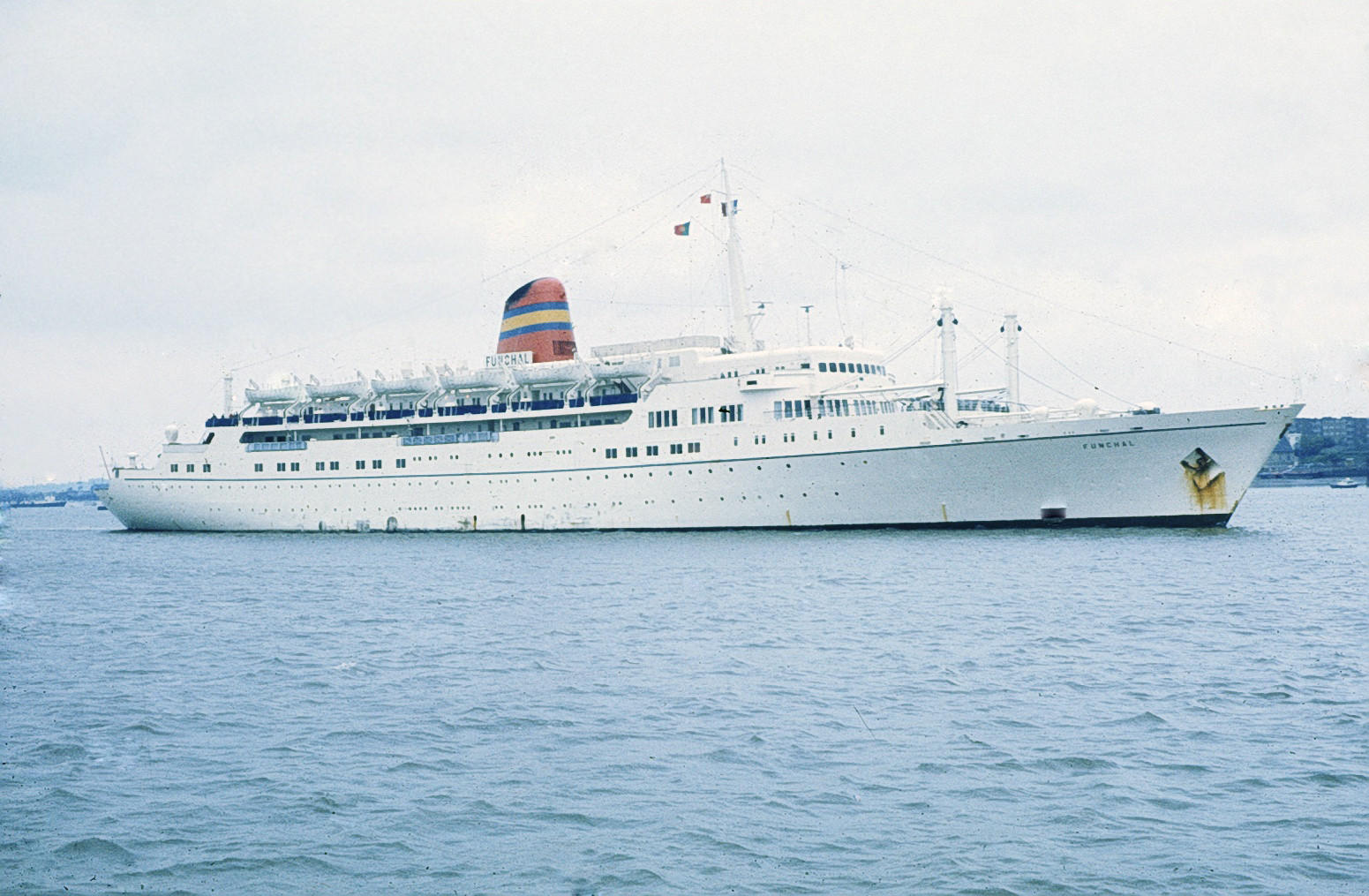
Die Funchal 1977 in Tilbury

Ab 1985 fuhr sie für die Reederei Arcalia Shipping Company. Nach einem weiteren Umbau im Herbst 2003 gehörte sie zur Flotte von Classic International Cruises, der ebenfalls die Princess Danae, Princess Daphne und die Athena angehörten. Nach der Insolvenz der Reederei im September 2012 wurde das Schiff aufgelegt.
Im Mai 2013 wurde die Funchal von der neu gegründeten Reederei Portuscale Cruises gekauft und in Lissabon zu einem 4-Sterne-Kreuzfahrtschiff umgebaut. Dabei wurde der Schiff wieder, wie schon beim Bau, schwarz lackiert.
Am 28. August 2013 wurde die Funchal aufgrund von Sicherheitsmängeln in Göteborg an die Kette gelegt und konnte ihre erste Kreuzfahrt nach dem Umbau nicht beginnen. Die Passagiere mussten das Schiff verlassen. Seit Januar 2015 war das Schiff in Lissabon aufgelegt.
Am 5. Dezember 2018 wurde die Funchal versteigert. Signature Living erwarb das Schiff für 3,9 Millionen Pfund. Zunächst war geplant, das Schiff als Hotelschiff in London zu nutzen, später sollte es nach einem Umbau als Partyschiff Verwendung finden. Beide Vorhaben scheiterten jedoch, woraufhin es im April 2021 zu einem weiteren Eignerwechsel kam. Die Funchal wurde für einen Umbau zum 5 Sterne-Hotelschiff zu einer Werft verlegt. Das gesamte Schiff wurde inzwischen weiß gestrichen.

## Maschinenanlage
Ursprünglich verfügte die Funchal über zwei Satz Parsons-Getriebeturbinen, die auf die beiden Propeller wirkten und eine Geschwindigkeit von circa 20 Knoten ermöglichten. Sie entwickelten eine Gesamtleistung von etwa 9.000 kW (circa 12.250 PS). Im Rahmen der Umbaumaßnahmen im Winter 1972/73 wurde die Anlage ausgebaut und durch zwei Neunzylinder-Dieselmotoren von Stork-Werkspoor ersetzt. Bei einer Drehzahl von 500/min leisten die Motoren zusammen circa 7.356 kW (10.000 PS). Für die Stromversorgung ist das Schiff mit fünf Dieselgeneratoren ausgestattet.

## Ausstattung
- Bordhospital
- 3 Bars und 2 Salons und 1 Restaurant
- Einkaufsmöglichkeiten
- sportliche Aktivitäten (Fitnesscenter, Shuffleboard)
- Kino
- Nightclub (Disco)
- Bibliothek
- Wellnessbereich (Außenpool, Sauna, Solarium, Massage)

## Galerie

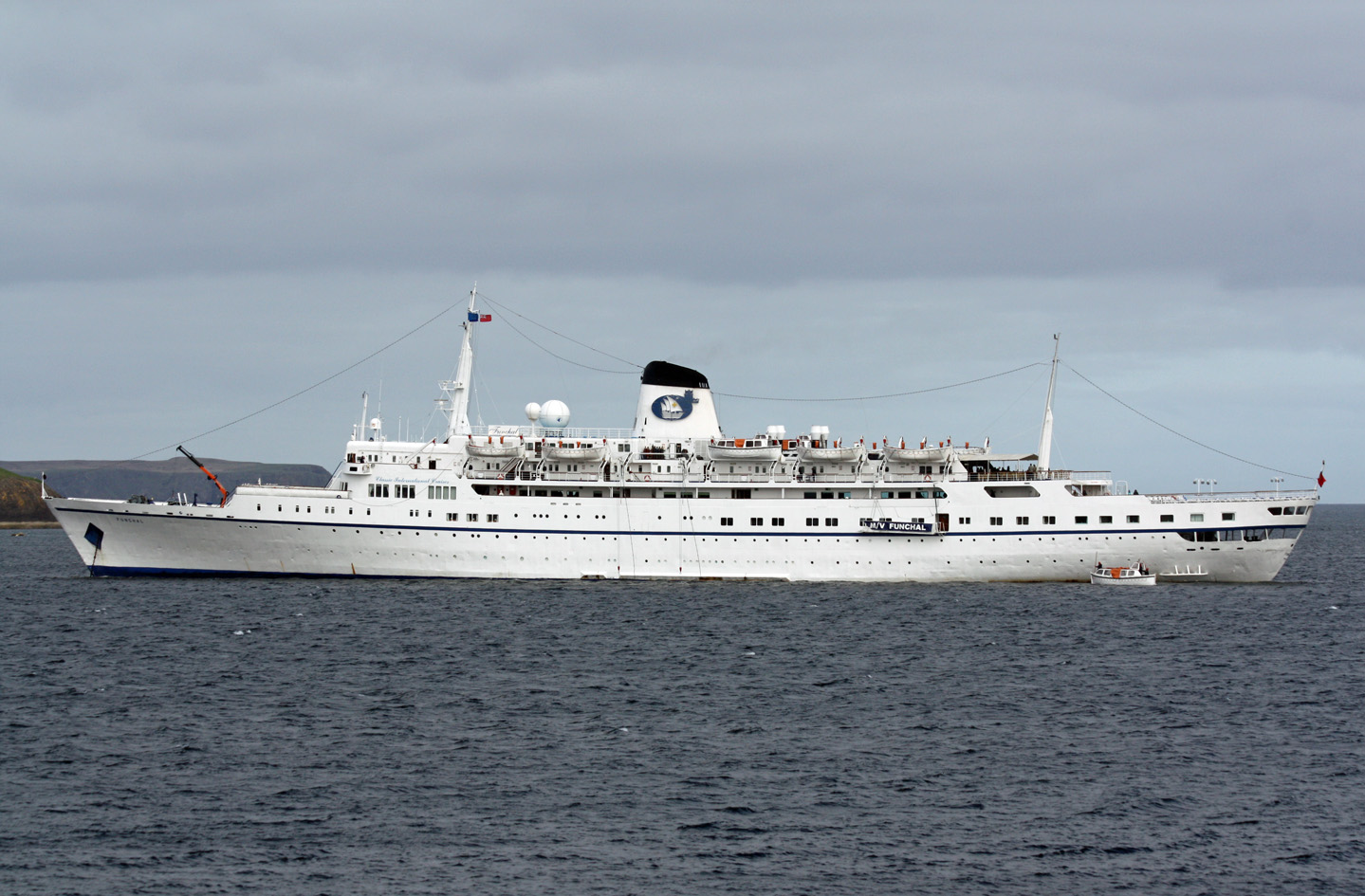
Längsseits
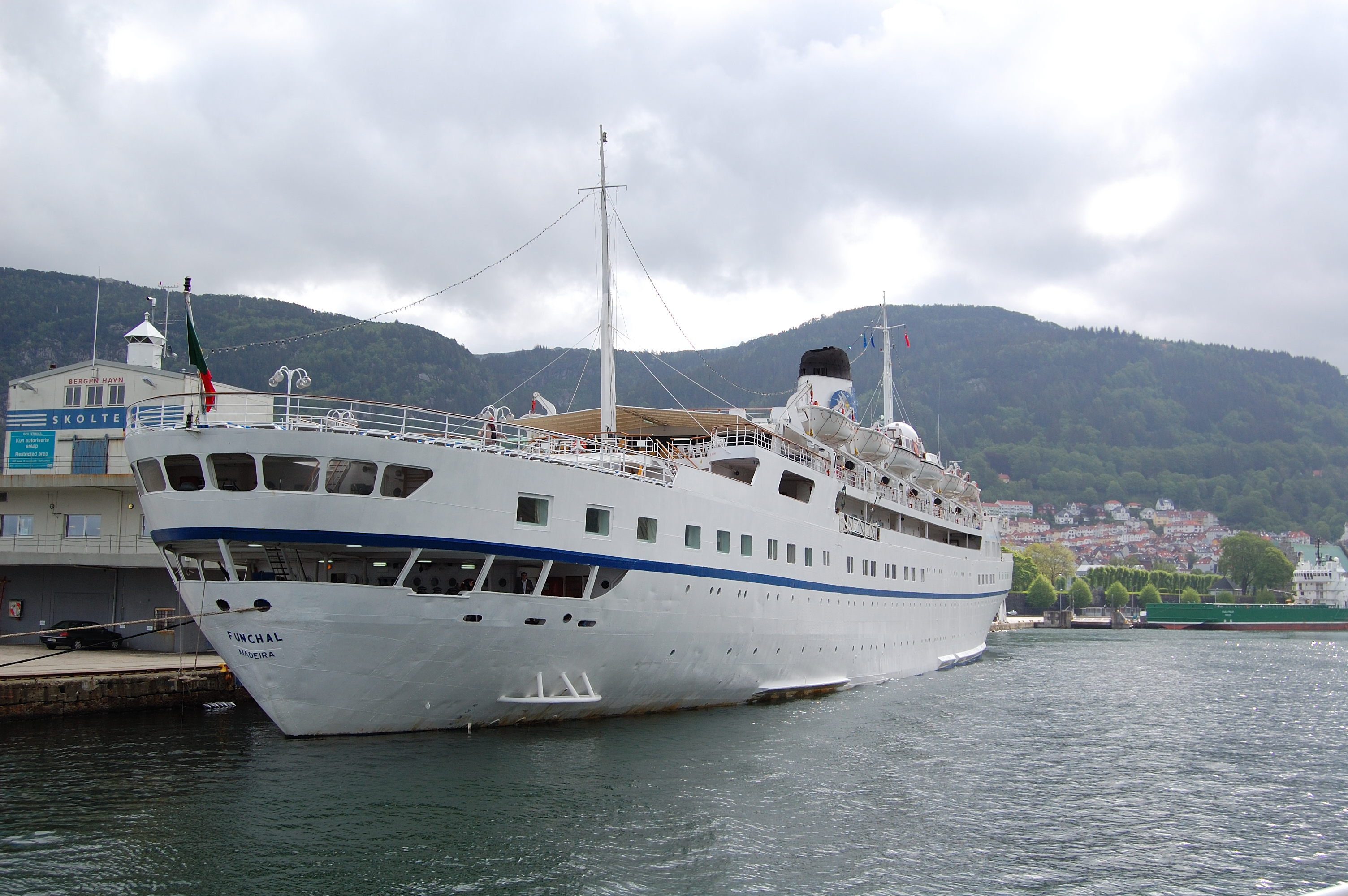
Das Heck